# Women Is Losers
Pour plus de détails, voir Fiche technique et Distribution.
Women Is Losers est un film américain réalisé par Lissette Feliciano, sorti en 2021.

## Synopsis
En 1967, Celina Guerrera, une adolescente doit faire face à une grossesse non prévue dans une famille pauvre et conservatrice.

## Fiche technique
- Titre : Women Is Losers
- Réalisation : Lissette Feliciano
- Scénario : Lissette Feliciano
- Musique : Frederik Wiedmann
- Photographie : Farhad Ahmed Dehlvi
- Montage : Joe D'Augustine et John-Michael Powell
- Production : Andrea Chung
- Société de production : Bowery Hills Entertainment et Look At The Moon Pictures
- Pays :  États-Unis
- Genre : Drame
- Durée : 84 minutes
- Dates de sortie : 
  - HBO Max : 25 octobre 2021

## Distribution
- Lorenza Izzo : Celina
- Bryan Craig : Mateo
- Chrissie Fit : Marty
- Simu Liu : Gilbert
- Liza Weil : Minerva
- Steven Bauer : Don Juan
- Cranston Johnson : Calvin
- Alejandra Miranda : Dona Carolina
- Alessandra Torresani : Lois
- Ivana De Maria : Yvette
- Liisa Cohen : sœur Therese
- Shalim Ortiz : Carlos
- Ben Geurens : Dr. Ross

## Accueil
Le film a reçu un accueil mitigé de la critique. Il obtient un score moyen de 59 % sur Metacritic.